# Paradarisa comparataria
Paradarisa comparataria là một loài bướm đêm trong họ Geometridae.

## Hình ảnh

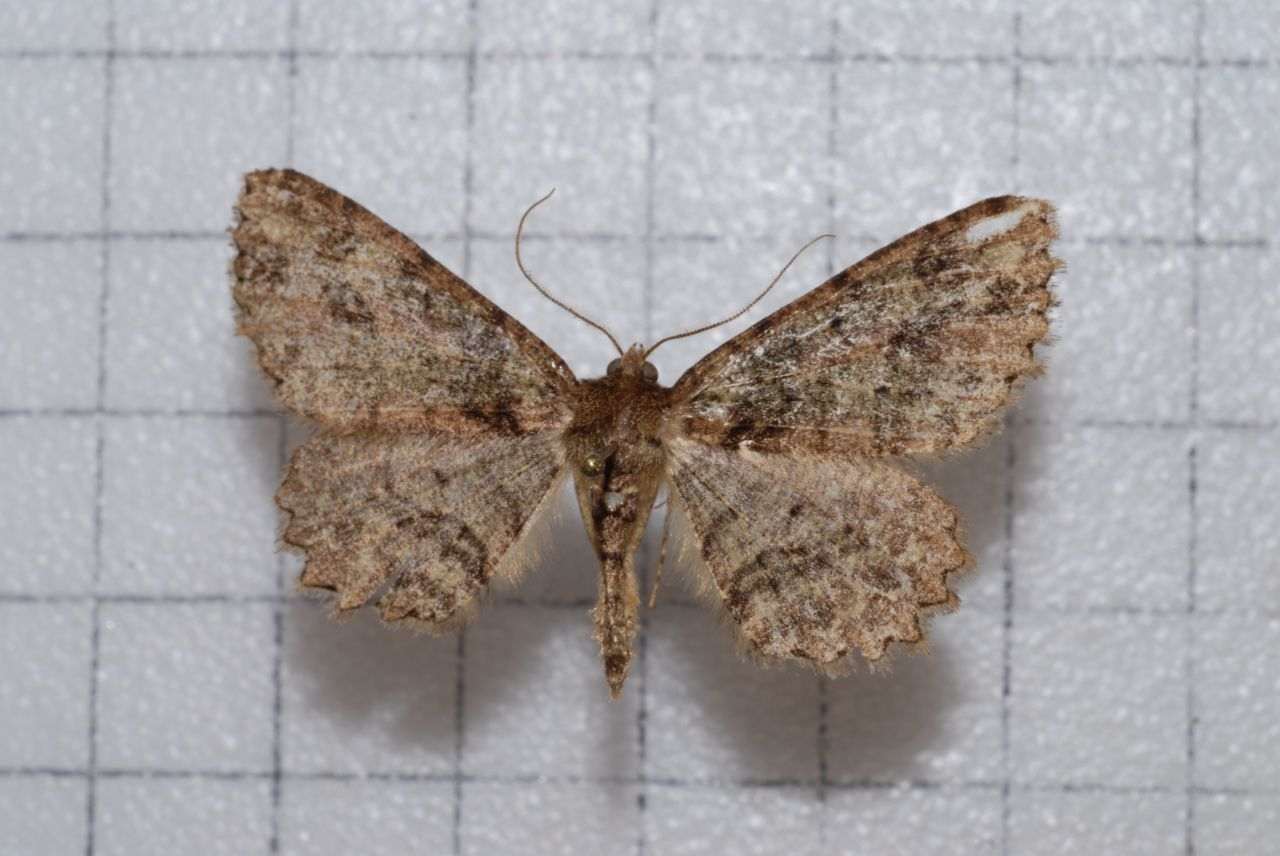